# Mohd Nazri Abdullah
Mohd Nazri Abdullah (1954. január 23. – Kanári-szigetek, 2008.) maláj nemzetközi labdarúgó-játékvezető, sportvezető.

## Pályafutása

### Nemzeti játékvezetés
Játékvezetésből 1972-ben vizsgázott. Lakókörzetének labdarúgó-szövetség által üzemeltetett labdarúgó bajnokságokban kezdte sportszolgálatát. A Maláj labdarúgó-szövetség Játékvezető Bizottságának (JB) minősítésével 1984-től a Super League játékvezetője. Küldési gyakorlat szerint rendszeres partbírói tevékenységet is végzett. A nemzeti játékvezetéstől 2000-ben visszavonult.

### Nemzetközi játékvezetés
A Maláj labdarúgó-szövetség JB terjesztette fel nemzetközi játékvezetőnek, a Nemzetközi Labdarúgó-szövetség (FIFA) 1988-tól tartotta nyilván bírói keretében. A FIFA JB központi nyelvei közül a angolt beszéli. Több nemzetek közötti válogatott és klubmérkőzést vezetett, vagy működő társának partbíróként, 1993-tól 4. bíróként segített. A  nemzetközi játékvezetéstől 2000-ben búcsúzott.

#### Labdarúgó-világbajnokság
Az 1994-es labdarúgó-világbajnokságon, valamint az 1998-as labdarúgó-világbajnokságon a FIFA JB játékvezetőként alkalmazta. Selejtező mérkőzéseket az AFC és az UEFA zónákban vezetett. Malajziai játékvezetőként a legnagyobb esélye volt, hogy játékvezetőként kijusson a világbajnoki döntőbe. Sportpolitikai okok miatt ez nem sikerülhetett.

##### 1994-es labdarúgó-világbajnokság
| Időpont            | Helyszín                         | Mérkőzés típusa                  | Mérkőzés                                           | Eredmény | Nézők száma |
| ------------------ | -------------------------------- | -------------------------------- | -------------------------------------------------- | -------- | ----------- |
| 1993. április 8.   | Központi Stadion, Tokió          | előselejtező (F. csoport)        | Japán–Thaiföld                                     | 1 – 0    |             |
| 1993. április 11.  | Központi Stadion, Tokió          | előselejtező (F. csoport)        | Thaiföldi labdarúgó-válogatott–Srí Lanka           | 1 – 0    |             |
| 1993. április 18.  | Központi Stadion, Tokió          | előselejtező (F. csoport)        | Japán labdarúgó-válogatott–Egyesült Arab Emírségek | 2 – 0    |             |
| 1993. július 2.    | Városi Stadion, Damaszkusz       | előselejtező (B. csoport)        | Omán–Irán                                          | 0 – 1    |             |
| 1993. július 4.    | Városi Stadion, Damaszkusz       | előselejtező (B. csoport)        | Tajvan–Iráni labdarúgó-válogatott                  | 0 – 6    |             |
| 1993. november 17. | Renato Dall'Ara Stadion, Bologna | előselejtező (UEFA - 2. csoport) | San Marino–Anglia                                  | 1 – 7    |             |

##### 1998-as labdarúgó-világbajnokság
| Időpont           | Helyszín                             | Mérkőzés típusa                     | Mérkőzés                                                                    | Eredmény | Nézők száma |
| ----------------- | ------------------------------------ | ----------------------------------- | --------------------------------------------------------------------------- | -------- | ----------- |
| 1997. március 30. | Nemzeti Stadion, Hongkong            | előselejtező (első kör; 6. csoport) | Hongkong– Thaiföldi labdarúgó-válogatott                                    | 3 – 2    | 20 000      |
| 1997. június 9.   | Azadi Stadion, Teherán               | előselejtező (első kör; 2. csoport) | Maldív-szigetek–Szíria                                                      | 0 – 12   | 25 000      |
| 1997. június 13.  | Azadi Stadion, Teherán               | előselejtező (első kör; 2. csoport) | Iráni labdarúgó-válogatott–Szíriai labdarúgó-válogatott                     | 2 – 2    | 10 000      |
| 1997. október 19. | Zayed Sports City Stadion, Abu-Dzabi | előselejtező (2. kör; A. csoport)   | Egyesült arab emírségekbeli labdarúgó-válogatott–Japán labdarúgó-válogatott | 0 – 0    | 40 000      |
| 1997. október 24. | Nemzeti Stadion, Kuvaitváros         | előselejtező 2. kör; A. csoport)    | Kuvait–Katar                                                                | 0 – 1    | 18 000      |

#### Ázsia-kupa
Az 1992-es Ázsia-kupa, az 1996-os Ázsia-kupa, valamint a 2000-es Ázsia-kupa labdarúgó tornán az AFC JB játékvezetőként foglalkoztatta.

##### 1992-es Ázsia-kupa

###### Selejtező mérkőzés
| Időpont         | Helyszín                  | Mérkőzés típusa           | Mérkőzés                         | Eredmény |
| --------------- | ------------------------- | ------------------------- | -------------------------------- | -------- |
| 1992. május 15. | Nemzeti Stadion, Kalkutta | előselejtező (3. csoport) | India–Iráni labdarúgó-válogatott | 0 – 3    |

##### 1996-os Ázsia-kupa

###### Ázsia-kupa mérkőzés
| Időpont            | Helyszín                         | Mérkőzés típusa              | Mérkőzés                                                                             | Eredmény | Nézők száma |
| ------------------ | -------------------------------- | ---------------------------- | ------------------------------------------------------------------------------------ | -------- | ----------- |
| 1996. december 6.  | Tahnún bin Mohammed Stadion, Ajn | csoportmérkőzés (C. csoport) | Japán labdarúgó-válogatott–Szíriai labdarúgó-válogatott                              | 2 – 1    | 10 000      |
| 1996. december 10. | Zájed Sejk Stadion, Abu-Dzabi    | csoportmérkőzés (A. csoport) | Kuvaiti labdarúgó-válogatott–Dél-Korea                                               | 2 – 0    | 3000        |
| 1996. december 16. | Zájed Sejk Stadion, Abu-Dzabi    | egyik negyeddöntő            | Szaúd-Arábia–Kína                                                                    | 1 – 1    | 5000        |
| 1996. december 21. | Zájed Sejk Stadion, Abu-Dzabi    | döntő                        | Egyesült arab emírségekbeli labdarúgó-válogatott– Szaúd-arábiai labdarúgó-válogatott | 0 – 3    | 60 000      |

##### 2000-es Ázsia-kupa
| Időpont           | Helyszín                   | Mérkőzés típusa              | Mérkőzés                                               | Eredmény | Nézők száma |
| ----------------- | -------------------------- | ---------------------------- | ------------------------------------------------------ | -------- | ----------- |
| 2000. október 14. | Nemzetközi Stadion, Szidón | csoportmérkőzés (C. csoport) | Katari labdarúgó-válogatott –Üzbegisztán               | 1 – 1    | 5000        |
| 2000. október 23. | Nemzetközi Stadion, Szidón | egyik negyeddöntő            | Kínai labdarúgó-válogatott–Katari labdarúgó-válogatott | 3 – 1    | 3000        |

#### CONCACAF-aranykupa
| Időpont          | Helyszín                                         | Mérkőzés típusa              | Mérkőzés                    | Eredmény | Nézők száma |
| ---------------- | ------------------------------------------------ | ---------------------------- | --------------------------- | -------- | ----------- |
| 1998. február 7. | Oakland-Alameda County Coliseum Stadion, Oakland | csoportmérkőzés (C. csoport) | Egyesült Államok–Costa Rica | 2 – 0    | 36 240      |
| 1971. február 9. | Memorial Coliseum Stadion, Los Angeles           | csoportmérkőzés (A. csoport) | Jamaica–Salvador            | 2 – 0    | 5791        |

## Sportvezetőként
Visszavonulását követően az AFC JB tagja, majd vezetője, az AFC/FIFA JB elit játékvezetőinek oktatója, vizsgáztatója. Németországban a XVIII., a 2006-os labdarúgó-világbajnokság előtt és alatt a játékvezetők és asszisztensek felkészültségéért volt felelős. Több mint 70 országban végzett oktatói, vizsgáztatói szolgálatot.

## Szakmai sikerek
1995-ben az Ázsiai Labdarúgó-szövetség (AFC) JB az Év Játékvezetője címmel ismerte el felkészültségét.